# Шляхтовская Русь

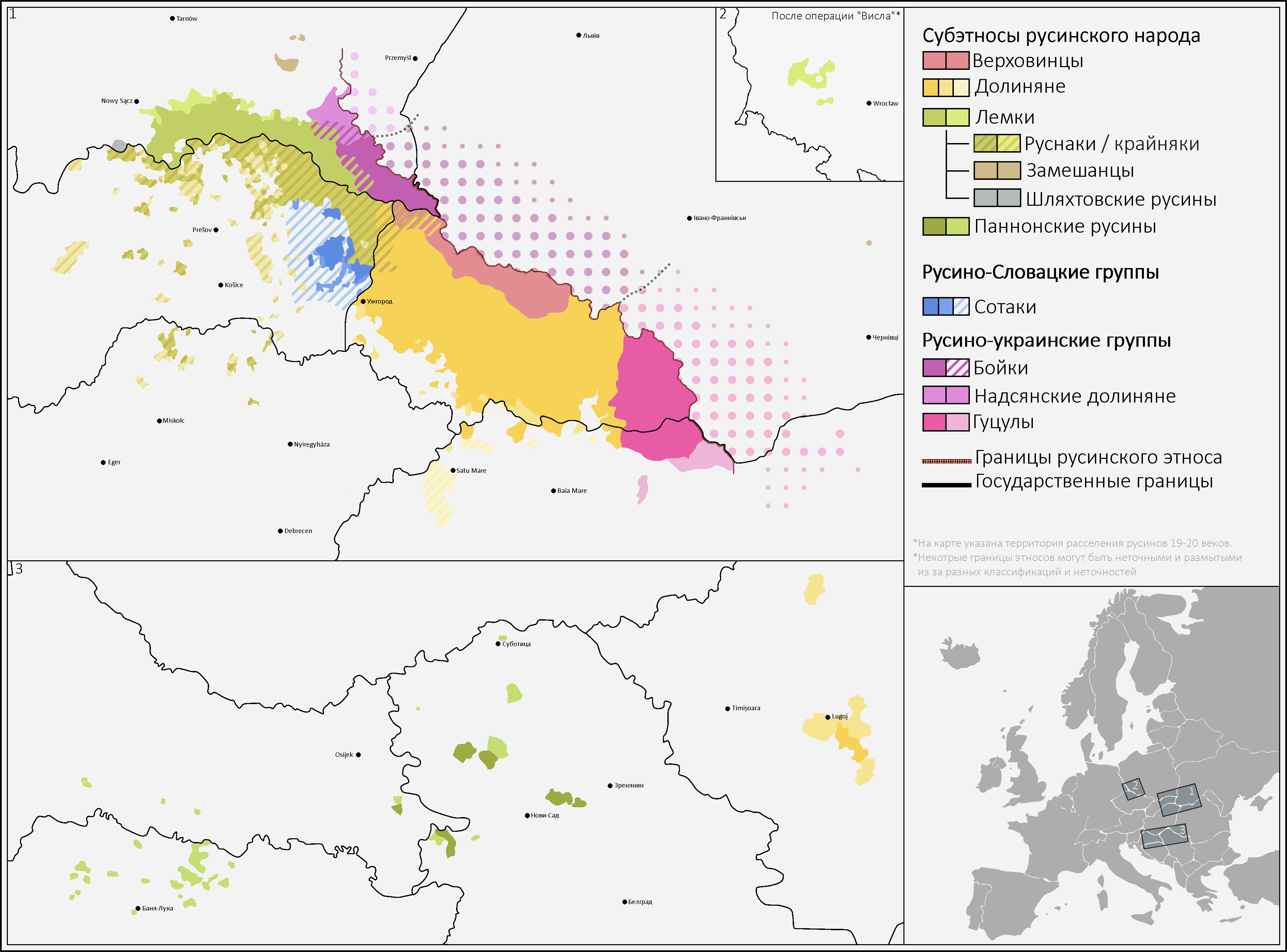

Шляхтовская Русь (Русинский язык.: Шляхтовська Русь) — имя, придуманное в 1930-х годах профессором Романом Рейнфусом и относится к области четырёх деревень в долине Руский Поток (нынешнее название: Грайцарик). Упомянутые деревни — это Белая и Чёрная вода, а также Яворки и Шляхтова.
Основным источником существования русинов Шлахтовских когда-то было овцеводство и животноводство (в основном, волов).

## История

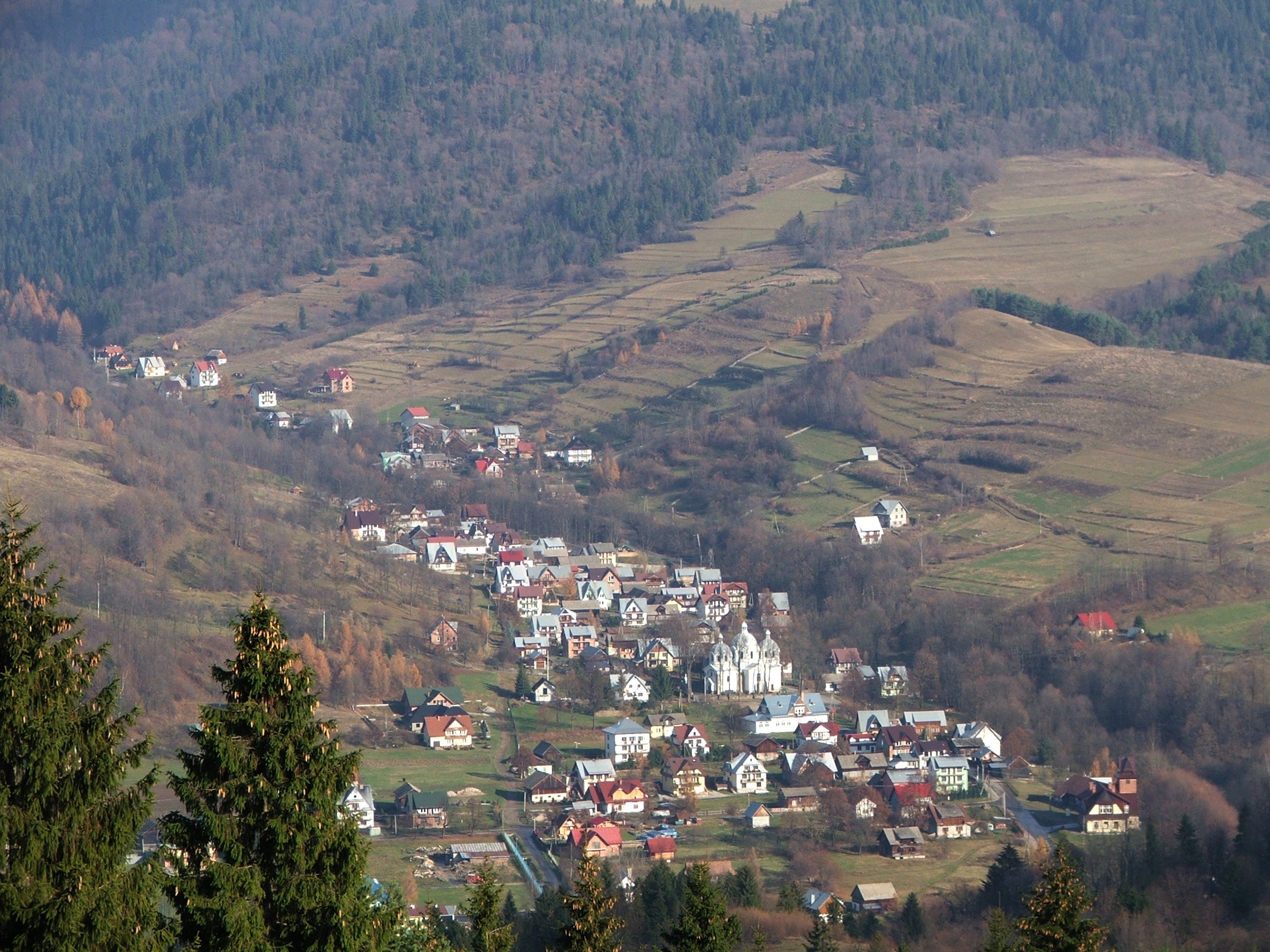
Вид на Шляхтову

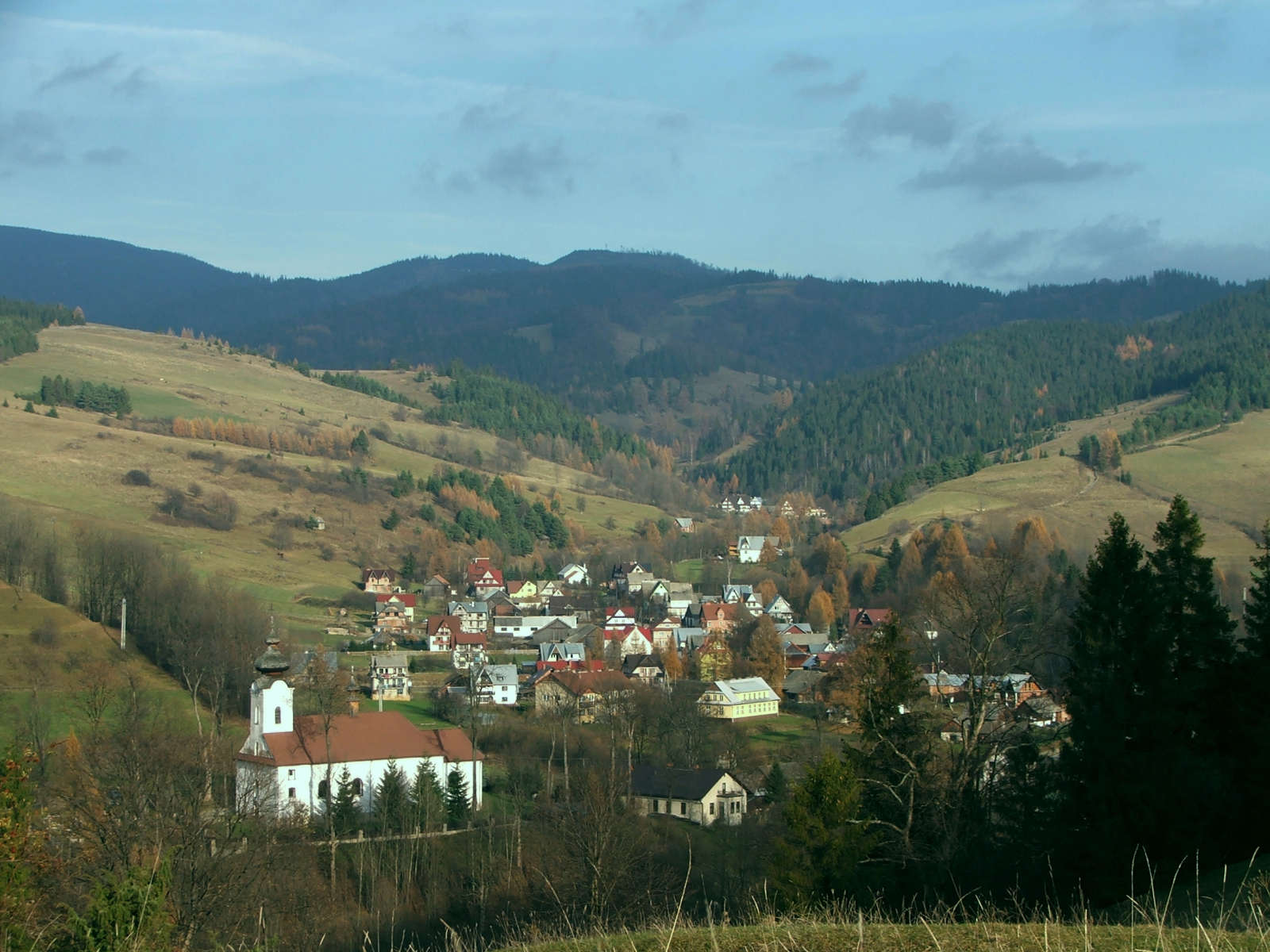
Вид на Яворки

Самые старые исторические источники о Шляхтовом и Яворках появляются только примерно в середине XVI века, в т.ч. в призывных регистрах. Известно, что в то время обе деревни принадлежали семье Навойовских. Первые упоминания о Белой и Чорной Воде относятся ко второй половине XVIII века. Однако считается, что первые две деревни Шляхтовской Руси были основаны намного раньше, а две другие, расположенные намного выше, вероятно, возникли из сезонных пастбищных поселений более старых деревень, и со временем они стали независимыми как отдельные поселения. Такой процесс известен из многих других карпатских деревень. Вероятно, валашское поселение, давшее начало деревням Шляхтовской Руси, пришло с юга, из словацкого Спиша. Деревни шляхтовского анклава в культурном отношении намного ближе к Спишской Руси, чем села Лемковского района Подпопрадского района. В XIX веке владельцами всех деревень Руси-Шляхтовской были Стадницкие из Навойовы.
Уровень и эффективность  сельского хозяйства  были низкими. С начала XIX века картофель был основой питания семей. Овес и ячмень выращивали из злаков, рожь редко приносила успех. Много льна было посеяно для собственных нужд (производство льняных полотен). До времен Второй Польской республики использовались традиционные ручные сельскохозяйственные орудия, а на вырубках также использовались архаичные методы земледелия (такие как раскаленные кусты и посев зерна в свежий пепел).
Дефицит вынудил горцев из Шляхтовской Руси искать  дополнительную оплачиваемую работу . Жители Чарна Вода обычно работали в лесах, принадлежащих семье Стадницких, рубя и перевозя пиломатериалы и строительную древесину, а также плавучую древесину до реки Дунаец и за её пределами.
Этот регион был заселен лемками и был самым западным районом этого населения в Польше. Большинство жителей уехали в Украинскую ССР (УССР) ещё в 1945 году в рамках обмена жителями между Польшей и Советским Союзом. В рамках операции «Висла» в 1947 году несколько оставшихся семей лемков (около 350 человек) были вынуждены покинуть этот район. До 1945 года здесь проживало 2100 лемков. Этот район был отделен от остальной части Лемковского региона Пенинскими горами, хребтом Радзеёва (Gromadzka Przełęcz) и долиной Попрада, где доминировали поляки. Такая изоляция означала, что жители этой области находились под сильным влиянием поляков. Они зарабатывали на жизнь земледелием и скотоводством. Жители Белой воды специализировались на ремонте битых глиняных сосудов, их склейке и укреплении проволокой. Большинство их домов, называемых хижами, были однокомнатными, без дымохода.
Первый этап переселения был в принципе добровольным и проходил в соответствии с соглашением между Польшей и СССР о переселении поляков и украинцев. Хотя очень немногие из них добровольно переехали в другие районы, населенные лемками, большинство из них уехали на этом этапе, аж 1857 человек, осталось только 23 семьи. Насколько бедны были эти люди, свидетельствует экспортная документация. Это показывает, что только одна из десяти семей брала с собой лошадь, каждую корову и обычно двух овец или коз. Однако в 1947 году некоторые лемки вернулись в свои дома и начали требовать возвращения своих ферм. Некоторые из них уже были заняты поляками выходцами из Подгалья. В 1947 году в рамках операции «Висла» почти все лемки были насильственно переселены (во всей коммуне Щавница осталось всего 18 человек). У них был один час, чтобы собрать вещи. По другим данным, 103 лемка были перемещены в начале 1950 г.
В настоящее время села Белая Вода не существует, сохранившаяся часть села Чорная Вода административно принадлежит Яворкам. После операции «Висла» и Шляхтова, и Яворки были заселены людьми из Подгалья и Спиша.
С уходом лемков прекратили свое существование греко-католические приходы в Шляхтовом и Яворках. Остались только церкви, которые сегодня являются римско-католическими церквями. Есть также греко-католические кладбища, несколько придорожных часовен и наклонных к земле и несколько названий мест.

## Фотографии

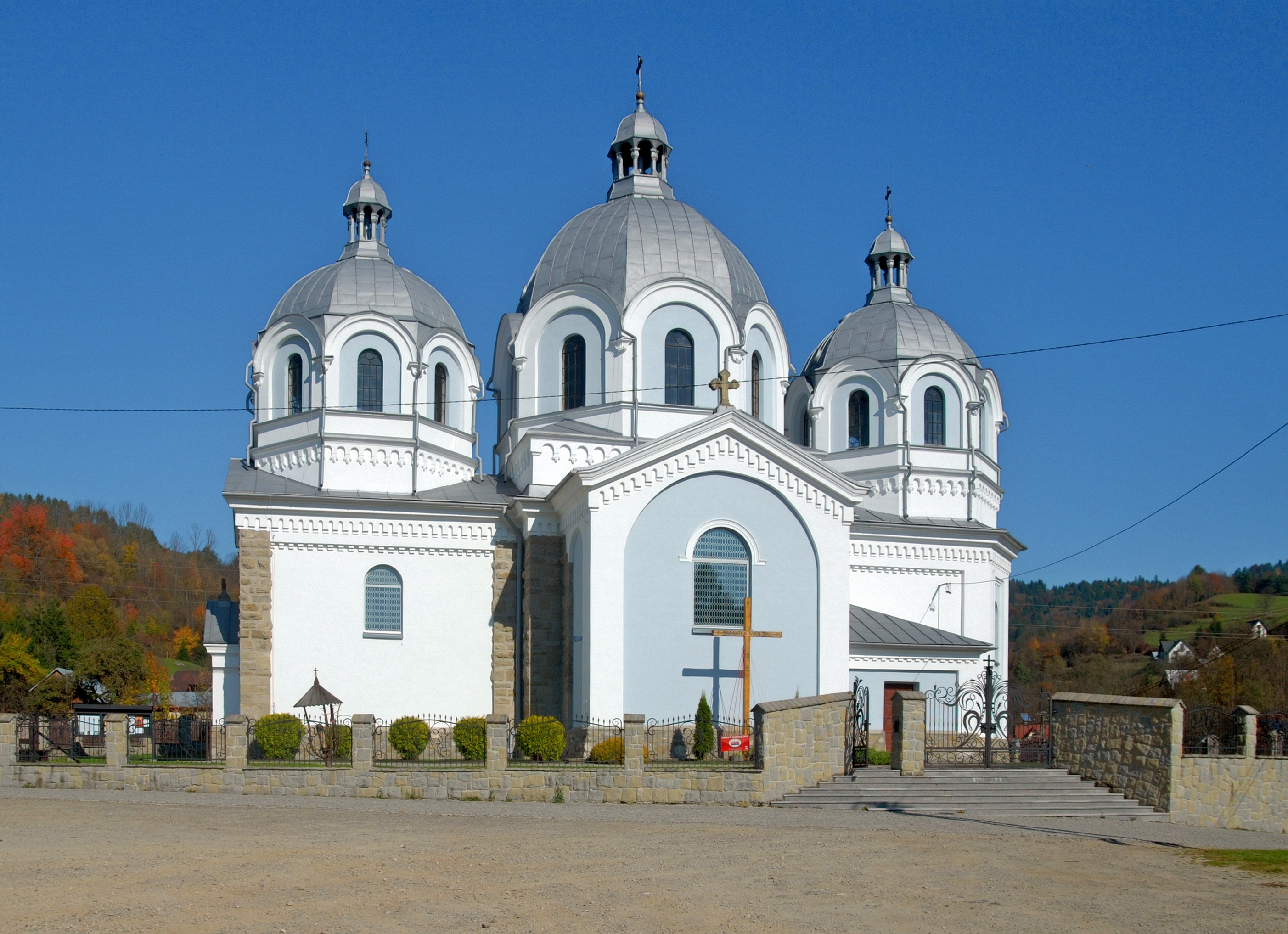
Церковь - (Шляхтова]
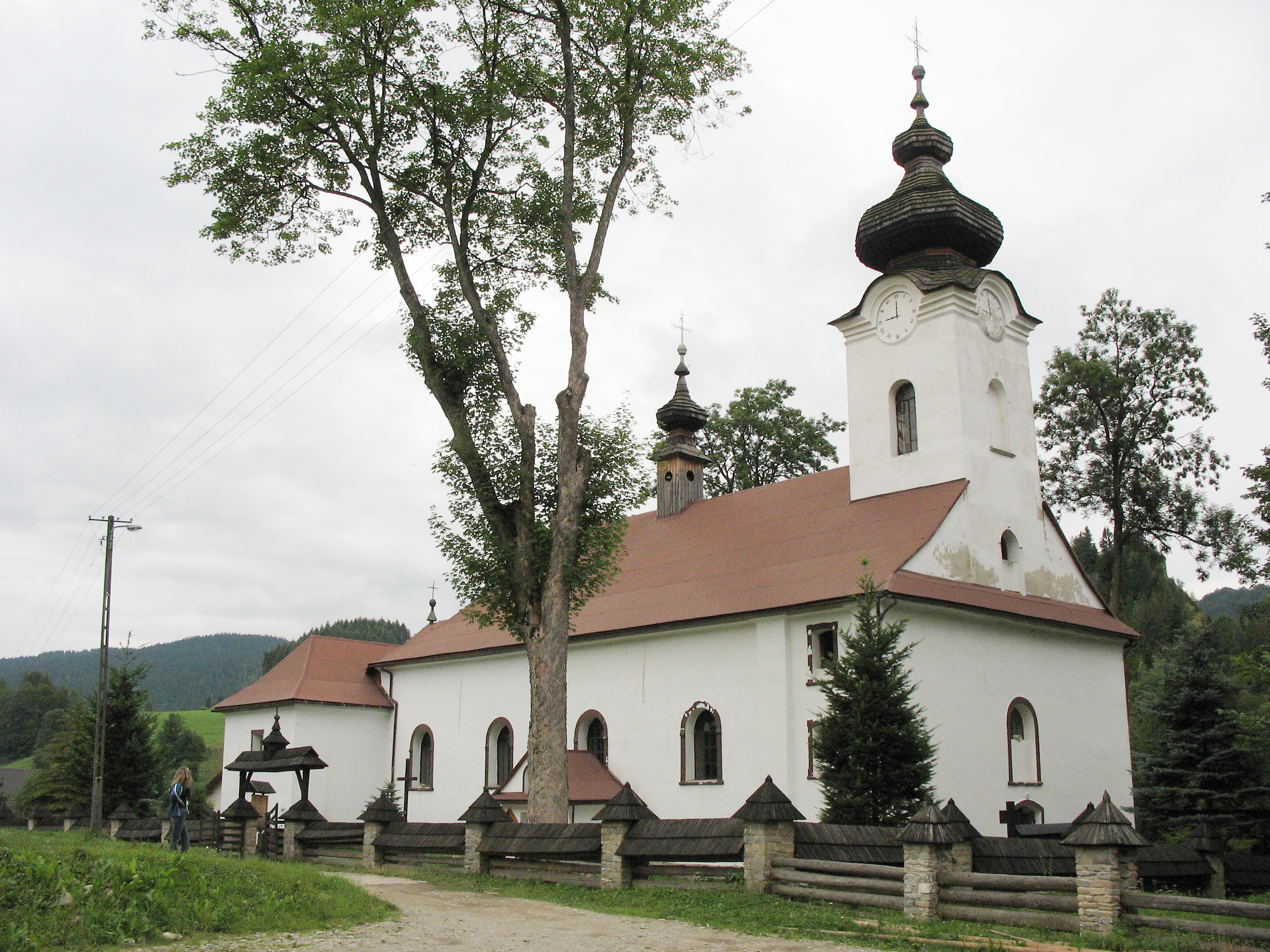
(Явіркы)
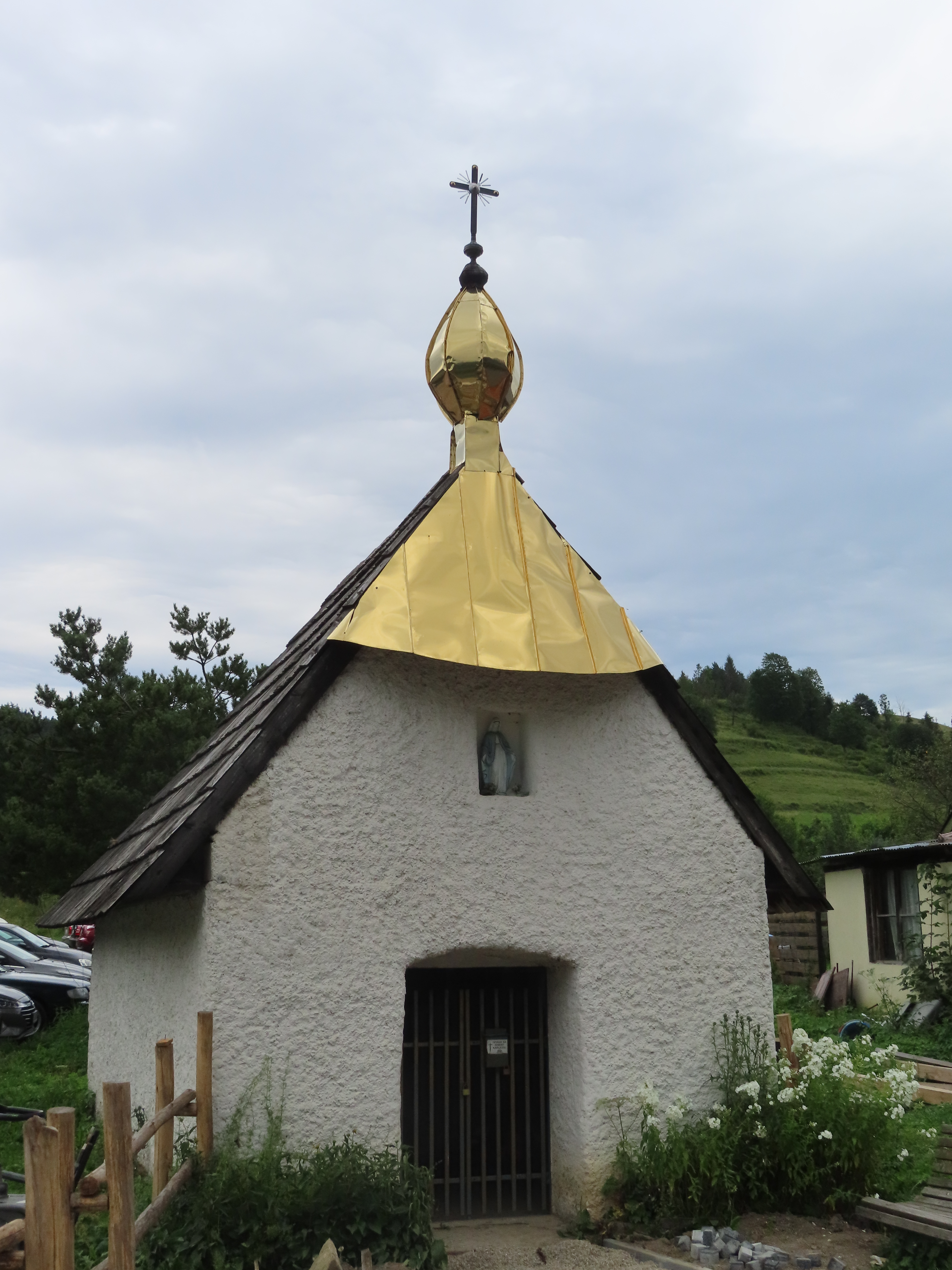
(Біла Вода)

## Повседневная жизнь и быт
Основным источником дохода шляхтовских русинов было скотоводство в сочетании с сельским хозяйством . Содержание быков, пасущихся на пастбищах, давало не только тягловую силу, но и приток денег, так как волы продавались торговцам на убой. Было также распространено овцеводство, но оно было организовано иначе, чем то, которое мы знаем из Подгалье. Овцы каждого хозяина паслись отдельно. В июле, когда в селе были закончены сельскохозяйственные работы, все население вместе с имуществом перебралось в горы, чтобы начать сенокос. За урожаем вернулись в опустевшие деревни, но скот оставался на полянах до первого снега.
Этот район также славился своими мастерами. Они бродили из деревни в деревню с характерным деревянным ящиком, снабженным необходимыми инструментами, они собирали вещи и зарабатывали на жизнь тем, что мастерили глиняные горшки, делали ковры, а позже также терки для овощей, формы для выпечки и ведра.